# Ramón Gil Barros
Ramón Gil Barros (La Rioja, 1847 - Córdoba, 1923) fue un médico y político argentino, tres veces intendente municipal de la ciudad de Córdoba (1905, 1909-1912 y 1912-1915).

## Biografía
Nació en La Rioja en 1847. Se trasladó a la ciudad de Córdoba, donde cursó sus estudios y obtuvo su título, dirigiéndose luego a Europa para incrementar sus conocimientos.
Estuvo a cargo de la cátedra de ginecología en la Facultad de Medicina de la Universidad Nacional de Córdoba, siendo luego decano de la misma. En el hospital San Roque fue jefe de la sala de maternidad. 
Se desempeñó como intendente municipal de la ciudad de Córdoba en 1905 (renunciando poco después por discrepancias con el PAN, partido al que perteneció en un principio) y nuevamente entre 1909 y 1915, siendo reelecto en 1912 (en representación del Comité del Comercio). Entre las obras que impulsó están la pavimentación con adoquines de madera de numerosas calles, la construcción de los puentes Centenario y General Paz y la introducción del tranvía eléctrico a la ciudad.
Falleció en la ciudad de Córdoba el 27 de julio de 1923.